# قلعه رودخان (مقاطعة فومن)
قلعه‌رودخان (بالفارسية: قلعه‌رودخان) هي قرية تقع في قسم غوراببس الريفي في إيران. يقدر عدد سكانها بـ 538 نسمة بحسب إحصاء 2016.